# Bahnstrecke Neschwitz–Wetro
| Streckennummer: | 6668                 |                                  |                                  |
| Kursbuchstrecke: | -                    |                                  |                                  |
| Streckenlänge: | 3,5 km               |                                  |                                  |
| Spurweite: | 1435 mm (Normalspur) |                                  |                                  |
| Streckenklasse: | A                    |                                  |                                  |
| |                      |                                  |                                  |
| \| \| \| von Bautzen \| \| \| \| 0,00 \| Neschwitz (Sachs) \| 152 m \| \| \| \| nach Hoyerswerda \| \| \| \| 1,60 \| (Ende Strecke 6668) \| (Ende Strecke 6668) \| \| \| 2,58 \| Wetro \| 180 m \| \| \| \| Anschl. VEB Feuerfestwerke Wetro \| \| \| \| \| Anschl. VEB Feuerfestwerke Wetro \| \| \| \| 3,50 \| \| \| |                      |                                  |                                  |
| Strecke (außer Betrieb) |                      | von Bautzen                      | von Bautzen                      |
| Bahnhof (Strecke außer Betrieb) | 0,00                 | Neschwitz (Sachs)                | 152 m                            |
| Abzweig geradeaus und nach rechts (Strecke außer Betrieb) |                      | nach Hoyerswerda                 | nach Hoyerswerda                 |
| Kilometer-Wechsel (Strecke außer Betrieb) | 1,60                 | (Ende Strecke 6668)              | (Ende Strecke 6668)              |
| Dienststation / Betriebs- oder Güterbahnhof (Strecke außer Betrieb) | 2,58                 | Wetro                            | 180 m                            |
| Abzweig geradeaus und von links (Strecke außer Betrieb) |                      | Anschl. VEB Feuerfestwerke Wetro | Anschl. VEB Feuerfestwerke Wetro |
| Abzweig geradeaus und von rechts (Strecke außer Betrieb) |                      | Anschl. VEB Feuerfestwerke Wetro | Anschl. VEB Feuerfestwerke Wetro |
| | 3,50                 |                                  |                                  |

Die Bahnstrecke Neschwitz–Wetro war eine nur dem Güterverkehr dienende Nebenbahn in Sachsen. Sie verlief in der Oberlausitz von Neschwitz nach Wetro.

## Geschichte

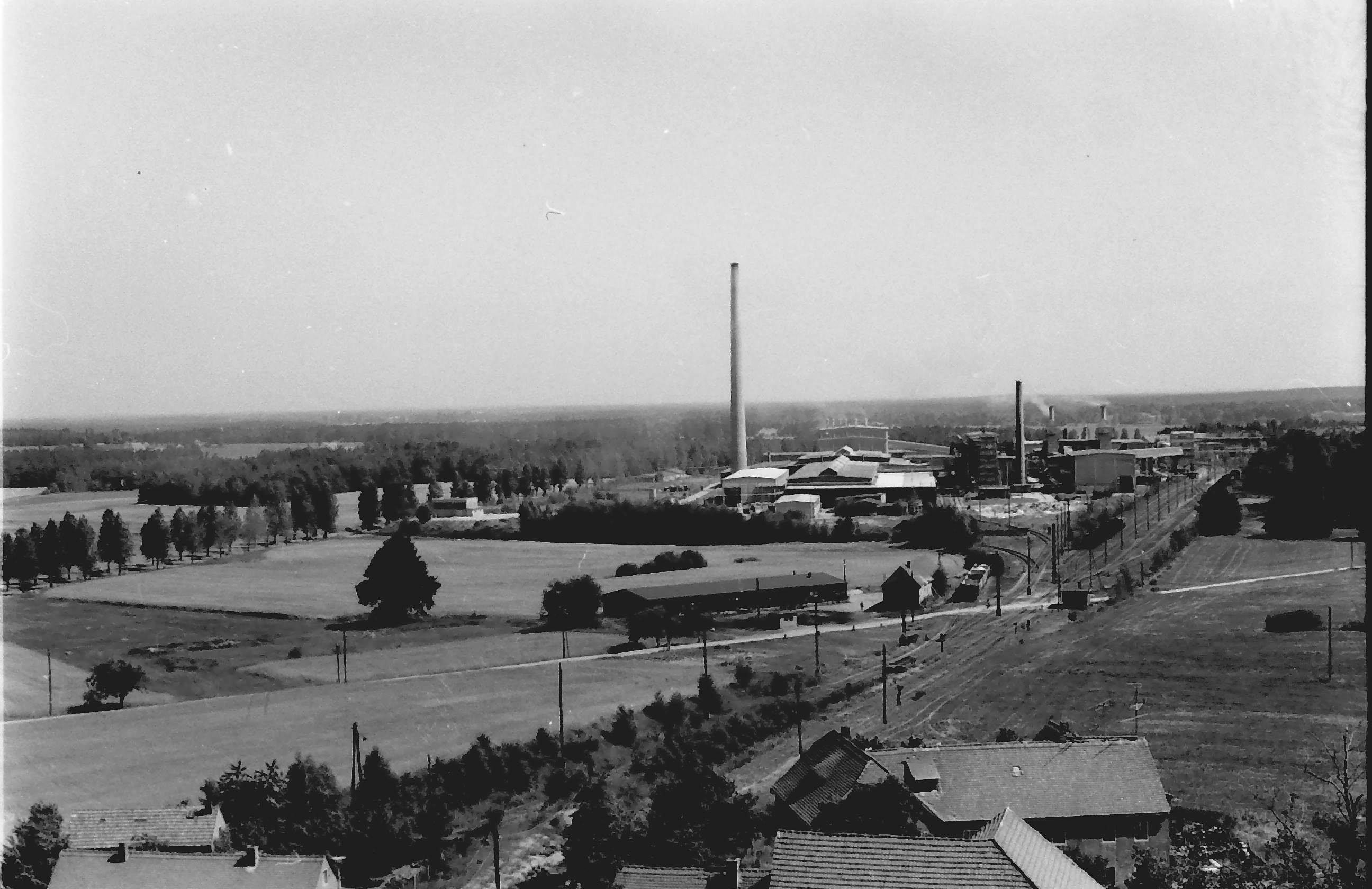
Feuerfestwerke und Bahnhof in Wetro (1976)

Nach dem Zweiten Weltkrieg war in Puschwitz die Braunkohlenförderung durch den VEB Braunkohlenwerk Puschwitz wieder aufgenommen worden. Zum Versand der Produkte baute die Deutsche Reichsbahn eine kurze Industriebahn vom Bahnhof Neschwitz der Bahnstrecke Bautzen–Hoyerswerda, die 1947 in Betrieb genommen wurde. Nach der Stilllegung des Braunkohlenwerkes im Jahr 1960 war dann der VEB Feuerfestwerke Wetro einziger Nutzer. Der Betrieb besaß auf seinem Betriebsgelände einen eigenen Werksbahnhof, der von der Deutschen Reichsbahn als Bahnhof Wetro geführt wurde.
Nach der politischen Wende im Osten Deutschlands 1989/1990 wurden die Produkte der Feuerfestwerke zunehmend über die Straße abgefahren. Im Jahr 2001 wurde die Strecke zusammen mit der Bahnstrecke Bautzen–Hoyerswerda stillgelegt und kurz darauf abgebaut.